# Lumière sur le front

Lumière sur le front est un album de bande dessinée aux éditions Delcourt constituant le deuxième volet de la série L'Hiver d'un monde.
Réalisé par Mazan entre 1990 et 1992, il est édité en octobre 1992. Première édition épuisée  (ISBN 2-906-187-99-2). On peut retrouver cet album dans l'intégrale L'Hiver d'un monde  (ISBN 2-84055-728-2), parue chez Delcourt en octobre 2001. Nommé successivement à l'Alph'Art coup de cœur, Alph'Art du public et au prix Bloody Mary (prix de la presse) au festival d'Angoulême 1993 il fait partie des 20 albums indispensables de l'année 1992.
"Après la bataille qui fait rage entre Francardiens et sécessionnistes, Grégoire et son fils Paterne inscrivent les noms des victimes sur "le livre des morts". Victor Prokov courtise la fille de Grégoire et filme cette guerre dont il sera victime. Partout la guerre s'insinue." Ou comment vivre "le spectacle" de la guerre par écran interposé.